# Grand-Prix-Saison 1926

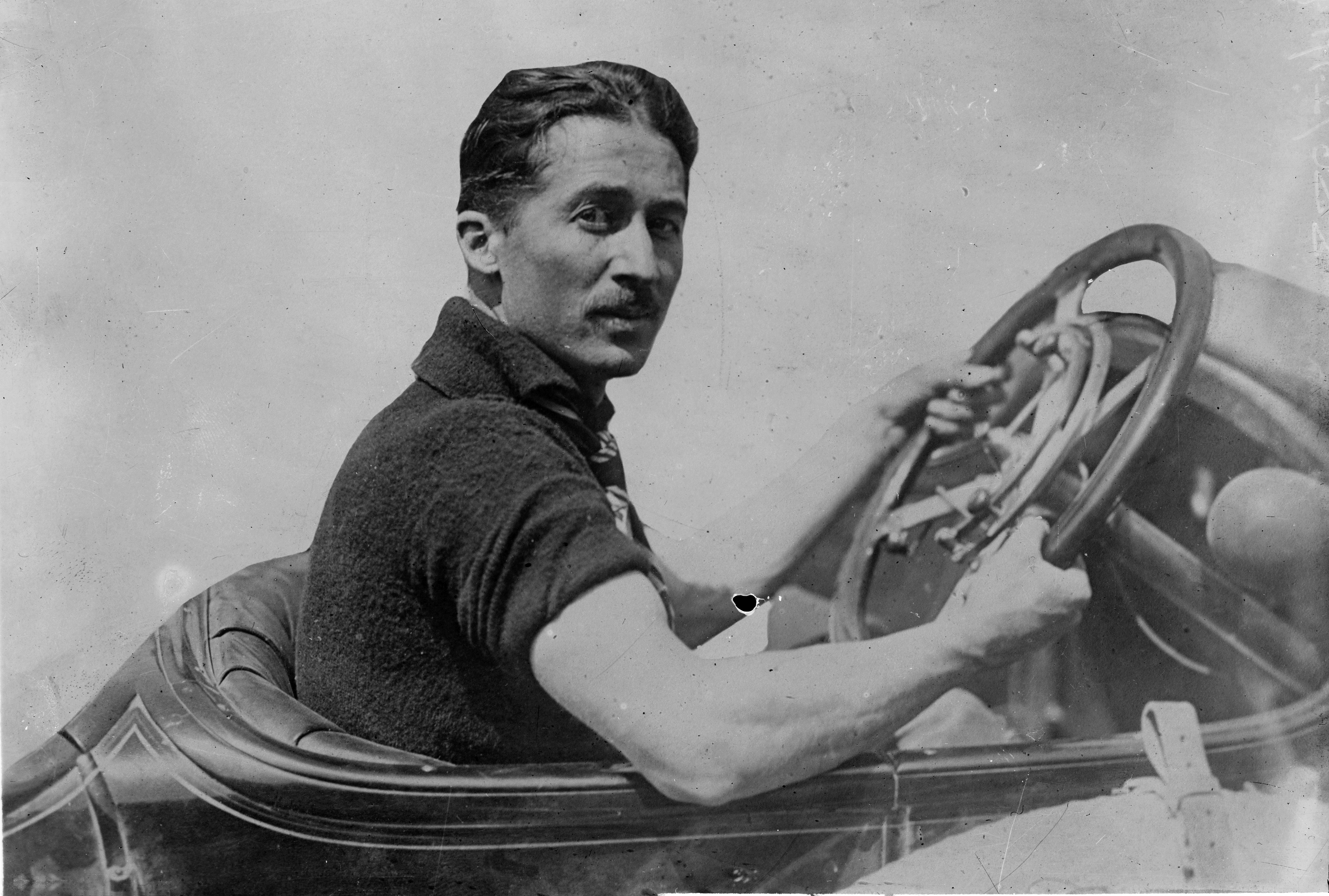
Sieger bei den Großen Preisen von Frankreich und San Sebastián: Jules Goux.

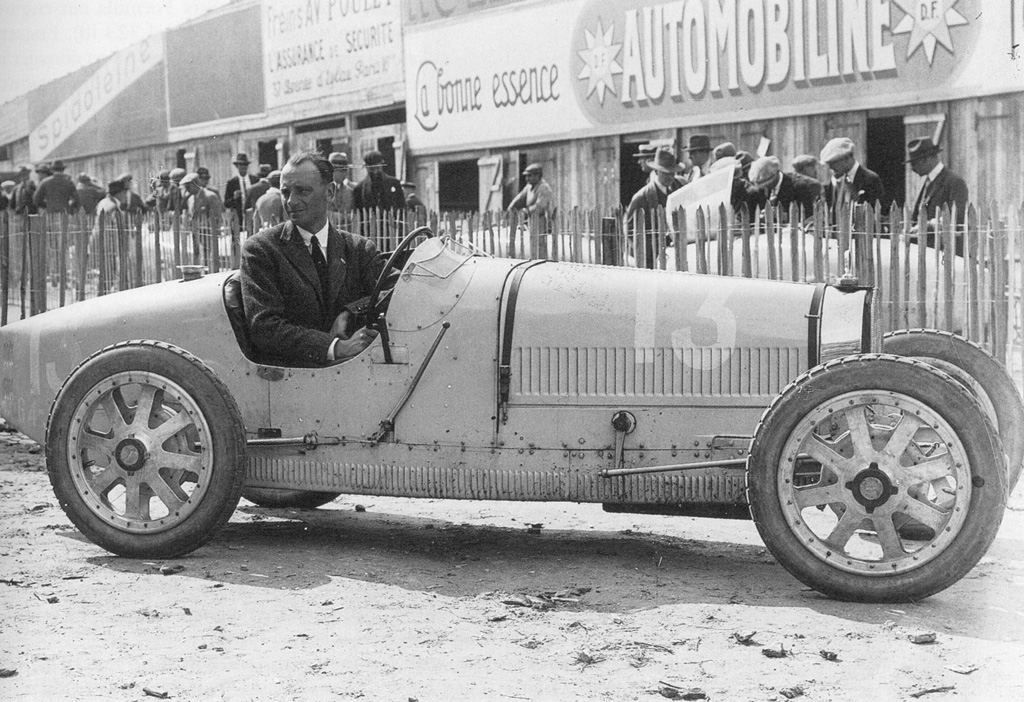
Drei Siege 1926: Bartolomeo Costantini, hier am Steuer eines Bugatti Type 35 beim Großen Preis Frankreich 1924.

Wie im Vorjahr wurde vom Automobil-Weltverband AIACR für die Grand-Prix-Saison 1926 erneut eine Automobil-Weltmeisterschaft ausgeschrieben, für die die Ergebnisse der fünf in diesem Jahr ausgerichteten Grandes Épreuves gewertet wurden.
Diese Hauptrennen waren das Indianapolis 500 in den USA, der Große Preis von Frankreich, offiziell Grand Prix de l’ACF, auf dem Circuit de Miramas in Miramas, der Große Preis von San Sebastián auf dem Circuito Lasarte, der in diesem Jahr den Ehrentitel Großer Preis von Europa innehatte, der Große Preis von Großbritannien auf der Hochgeschwindigkeitsbahn von Brooklands in Weybridge, Surrey sowie der Große Preis von Italien auf dem Autodromo di Monza nördlich von Mailand. Alle Rennen mussten nach der offiziellen Internationalen Grand-Prix-Formel durchgeführt werden, die für 1926 wie folgt geändert wurde: Hubraumlimit 1,5 Liter (1925: 2,0 Liter), Mindestgewicht 600 kg (1925: 650 kg); Mindestbreite der Wagen weiterhin 80 cm; Rückspiegel obligatorisch; offenbar keine Renndistanz mehr vorgegeben (1925: 800 km), am Auto dürfen während des Rennens nur der Fahrer und ein Mechaniker arbeiten.
Mit Siegen in Frankreich, Spanien und Italien sicherte sich die französische Automobilfirma Bugatti den Weltmeistertitel.
Daneben wurden – zumeist in Italien und Frankreich – weitere wichtige Rennen veranstaltet, darunter insbesondere die Targa Florio auf Sizilien, die Coppa Montenero in Livorno, die Coppa Acerbo in Pescara und der Premio Reale di Roma. Auch der Große Preis von Spanien war von internationaler Bedeutung.
Der 1926 erstmals ausgetragene Großer Preis von Deutschland auf der AVUS in Berlin war nominell als Sportwagenrennen ausgeschrieben.

## Saisonbeschreibung
Die Saison 1926 führte den Grand-Prix-Sport in eine tiefe Krise, weil immer weniger Hersteller bereit waren, den ungemein hohen Aufwand für eine erfolgreiche Beteiligung am Grand-Prix-Sport zu betreiben. Im Ergebnis waren die Rennen häufig von extrem kleinen Teilnehmerfeldern geprägt.
Hauptauslöser dafür war die Umstellung der Internationalen Rennformel von 2 auf 1,5 Liter Hubraumlimit bei gleichzeitiger Absenkung des Mindestgewichts von 650 auf 600 kg. Etwas unklar war die Spezifikation von zweisitzigen Rennwagen, wobei ausnahmsweise auch Renneinsitzer zugelassen waren, wenn sie die vorgegebene Mindestbreite von 80 cm im Cockpitbereich erfüllten. Damit entsprachen die Grand-Prix-Rennwagen im Prinzip der bis dahin sehr erfolgreichen Voiturette-Kategorie – einer Art „Zweite Liga“ im Automobilrennsport – auch wenn dort je nach Vorgabe des jeweiligen Veranstalters noch mit einer zweiten Person als Mechaniker an Bord gefahren wurde. In dieser Klasse waren bislang die Talbot-Rennwagen tonangebend gewesen, wenn nicht gerade Fiat einen seiner wenigen Auftritte bei einem Rennen unternahm. Allerdings war angesichts der Entwicklungen in der vorangegangenen 2-Liter-Formel bereits abzusehen, dass zur Kompensation des reduzierten Hubraums enorme Drehzahlsteigerungen zu erwarten waren und die Hersteller vor der Entscheidung standen, ob sie bereit waren, sich auf das bevorstehende Wettrüsten einzulassen, um konkurrenzfähig zu bleiben. So stellte beispielsweise Alfa Romeo nach dem souveränen Titelgewinn im Vorjahr sein Grand-Prix-Engagement für 1926 vollständig ein, auch weil das Werk mittlerweile in eine wirtschaftliche Schieflage geraten war.
Talbot, das nun anstelle von Sunbeam die Vertretung des britisch-französischen S.T.D.-Konzerns in den Grand-Prix-Rennen übernahm, wie auch Delage begannen dagegen umgehend mit der Entwicklung neuer Rennwagen mit extrem hochgezüchteten Achtzylindermotoren. So wurde mit den 165 PS bei 6500 Umdrehungen pro Minute des von Albert Lory entwickelten Delage Type 15 S 8 zum ersten Mal eine Literleistung von 100 PS übertroffen, während das von dem ehemaligen Fiat-Ingenieur Vincenzo Bertariore gezeichnete Aggregat des Talbots immerhin noch mit 140 PS aufwarten konnte – mithin beinahe gleich mit der Leistung des 2-Liter-Vorjahresmodells von Sunbeam. Beide Unternehmen gingen auch ansonsten durchaus ähnliche Wege, indem sie zum Beispiel den Wegfall des Mechanikers an Bord der Rennwagen dazu ausnutzten, den Antriebsstrang auf der Beifahrerseite zu führen, sodass die Chassis insgesamt deutlich niedriger ausfallen konnten. Das führte wiederum zu einer Verbesserung der Straßenlage und auch zu einer deutlichen Reduzierung der Stirnfläche, sodass sich die mit der neuen Formel bezweckte Reduzierung der Geschwindigkeiten schnell als Illusion herausstellte. Allerdings brachte die Entwicklung solch extrem hochgezüchteter Rennwagen beide Hersteller auch an die Grenzen ihrer finanziellen wie strukturellen Möglichkeiten, sodass die Wagen bis zum Saisonende nie die volle Rennreife erreichten. Insbesondere bei Delage hatten die Fahrer durch einen grundsätzlichen Konstruktionsfehler – der Auspuff verlief zu nah am Cockpit – unter Verbrennungen und Vergiftungserscheinungen zu leiden, sodass sie jeweils nur kurze Rennabschnitte am Steuer durchhielten und immer wieder zu Fahrerwechseln an die Boxen kommen mussten.
Bugatti war dagegen nicht bereit, einen solchen Weg mitzugehen und stellte eine vergleichsweise einfache, aber sofort einsatzbereite Lösung dagegen. Man erweiterte die Palette der vom Bugatti Type 35 abgeleiteten Versionen um eine im Hubraum reduzierte Variante, die bereits im Vorjahr in Monza eingesetzt worden war, und entschied sich als letztes Team nun auch für den Einsatz von Kompressoren. Hierfür war mit Edmond Moglia ein eigens darauf spezialisierter Ingenieur verpflichtet worden, aber dennoch bleib die Leistung mit 110 PS eher bescheiden.
Trotzdem nutzte Bugatti seinen Vorsprung zu Beginn der Saison konsequent. Schon bei der Targa Florio, die vom damaligen Stellenwert den Grands Prix um nichts nachstand, aber nach der freien Formel ausgetragen wurde, konnte das Team mit einer weiteren, dieses Mal im Hubraum vergrößerten Version des Type 35 in der Reihenfolge Bartolomeo Costantini, Ferdinando Minoia und Jules Goux einen Dreifachsieg gegen die vorjährigen Grand-Prix-Wagen von Delage erzielen. Beim nachfolgenden Grand Prix de l’ACF auf der südfranzösischen Rennbahn von Miramas, einem anspruchslosen Ovalkurs, war die Bugatti-Mannschaft nach der Absage aller Konkurrenten, deren neue Modelle noch nicht rennbereit waren, im Rennen vollkommen unter sich. Damit war die maximale Punkteausbeute in der Weltmeisterschaft für dieses Rennen bereits sichergestellt. Für Zuschauer und Veranstalter, wie auch für den Sport insgesamt, war das Rennen jedoch wohl das unwürdigste der gesamten Grand-Prix-Geschichte.
Nur wenig besser war der Verlauf des Großen Preises von Europa auf der Strecke von Lasarte bei San Sebastián. Die Organisatoren hatten hier wohlweislich den europäischen Grand Prix als Weltmeisterschaftslauf vom eigentlichen Großen Preis von Spanien getrennt und letzteren aus Sorge um eine Wiederholung der Ereignisse von Miramas als formelfreies Rennen angesetzt, das eine Woche später ausgetragen wurde. Zum Weltmeisterschaftslauf, bei dem notgedrungen die Formule Internationale zur Anwendung kommen musste, erschienen aber mit je drei Wagen von Bugatti und Delage nun zumindest doppelt so viele Teilnehmer und Teams wie zum vorherigen Lauf. Allerdings wurden durch die hohen spanischen Temperaturen die Hitzeprobleme in den Cockpits der Delage zusätzlich verstärkt, sodass ihre Fahrer jeweils nur wenige Runden am Steuer durchstehen konnten. Weil zudem zu wenige Ersatzfahrer nominiert worden waren, standen die Wagen teilweise minutenlang fahrerlos an der Box, woraufhin schließlich der eigentlich als Zuschauer zufällig anwesende Robert Sénéchal kurzerhand als Pilot verpflichtet wurde. So kam Bugatti hier erneut zu einem praktisch ungefährdeten Sieg, wie auch der nachfolgende formelfreie spanische Grand Prix mit einem Bugatti-Erfolg endete.
Beim 1926 zum ersten Mal ausgetragenen britischen Grand Prix wurde die Siegesserie dann doch noch unterbrochen. Einerseits machte sich unter den deutlich kühleren klimatischen Verhältnissen das Hitzeproblem der Delages nicht ganz so stark bemerkbar, andererseits war mit Malcolm Campbell auch nur ein einheimischer Fahrer mit seinem eigenen Wagen für Bugatti am Start. Dafür trat auf der schnellen Brooklands-Rennbahn, die durch aus Sandsäcken gebildeten Schikanen fahrerisch etwas anspruchsvoller gestaltet worden war, zum ersten Mal auch das Talbot-Team in Erscheinung. Allerdings hatten die Wagen noch unter erheblichen Anfangsschwierigkeiten wie insbesondere Achsbrüchen durch starke Vibrationen zu leiden, sodass keiner die Renndistanz überstand. Auch die Delage-Fahrer blieben von den Überhitzungsproblemen wieder nicht vollständig verschont, dennoch stand am Ende der Sieg von Sénéchal und Louis Wagner auf Delage mit zehn Minuten Vorsprung vor dem zweitplatzierten Campbell auf Bugatti und dem Delage von Benoist/Dubonnet auf Rang 3. Obwohl keine weiteren Teilnehmer in die Wertung kamen, war es das bis dahin beste Rennen der neuen Rennformel.
Nach den zurückliegenden Saisonergebnissen musste Bugatti beim abschließenden Großen Preis von Italien nur noch antreten, um sich den Weltmeistertitel endgültig zu sichern. Wohl nicht zuletzt aus diesem Grund verzichteten Delage und Talbot für diesen eigentlich obligatorischen Wertungslauf auf ihre Teilnahme, um sich stattdessen zuhause der Beseitigung der Konstruktionsfehler ihrer Wagen für die kommende Saison zu widmen. Immerhin betrat in Monza mit Maserati ein weiterer künftig großer Name die Grand-Prix-Bühne, sodass neben dem Bugatti-Team und einem völlig chancenlosen Chiribiri wenigstens wieder sechs Teilnehmer zum Start erschienen. Doch die neuen italienischen Achtzylinder fielen schon nach wenigen Runden aus und mit lediglich zwei verbliebenen Bugattis auf der Strecke verlief der größte Teil des Rennens ähnlich trostlos wie der französische Grand Prix.
1926 fand auf der Berliner AVUS zum ersten Mal ein Rennen um den Großen Preis von Deutschland statt. Das war möglich geworden, weil der Automobilclub von Deutschland im Vorjahr wieder als Mitglied im internationalen Automobilverband AIACR zugelassen worden war. Angesichts des Umstands, dass keiner der einheimischen Hersteller über ein konkurrenzfähiges Grand-Prix-Modell verfügte, war der Veranstalter des Rennens bestrebt, die Teilnahme für die übermächtige ausländische Konkurrenz möglichst zu erschweren. So wurde der Große Preis letztlich als Sportwagenrennen ausgeschrieben, und zwar mit recht eigenwilliger Auslegung dieser Regel. Mercedes-Benz erschien mit zwei nominell privat gemeldeten reinrassigen Grand-Prix-Achtzylindern von 1924, die gemäß dem Reglement mit zwei zusätzlichen Notsitzen im Heck versehen worden waren. Rudolf Caracciola siegte damit im strömenden Regen vor Christian Riecken auf NAG und Willi Cleer auf einem Sportmodell von Alfa Romeo. Im Verlauf des Rennens kam es zu einigen schweren Unfällen. Bereits im Training war der Italiener Carlo Cattaneo als Beifahrer von Luigi Platé tödlich verunglückt und im Rennen kam Adolf Rosenberger mit seinem Mercedes von der Strecke ab und tötete dabei – je nach Quellenangabe – einen oder zwei Zeitnehmer und den Bediener der Anzeigetafel. Bei einem weiteren Unfall des Talbot-Fahrers Hugo Urban-Emmerich wurden mehrere Zuschauer verletzt.

## Rennkalender

### Grandes Épreuves
|   | Datum  | Rennen                                                 | Strecke                     | Sieger                                  | Statistik |
| - | ------ | ------------------------------------------------------ | --------------------------- | --------------------------------------- | --------- |
| 1 | 31.05. | Indianapolis 500                                       | Indianapolis Motor Speedway | Frank Lockhart (Miller)                 | Statistik |
| 2 | 27.06. | Großer Preis des ACF                                   | Circuit de Miramas          | Jules Goux (Bugatti)                    | Statistik |
| 3 | 18.07. | Gran Premio de San Sebastián (Großer Preis von Europa) | Circuito Lasarte            | Jules Goux (Bugatti)                    | Statistik |
| 4 | 07.08. | Großer Preis von Großbritannien                        | Brooklands                  | Robert Sénéchal / Louis Wagner (Delage) | Statistik |
| 5 | 05.09. | Großer Preis von Italien                               | Autodromo di Monza          | Louis Charavel (Bugatti)                | Statistik |

### Weitere Rennen
| Datum  | Rennen                        | Strecke                       | Sieger                          | Statistik |
| ------ | ----------------------------- | ----------------------------- | ------------------------------- | --------- |
| 21.03. | Circuito Pozzo                | Verona                        | Alessandro Consonno (Bugatti)   |           |
| 28.03. | Premio Reale di Roma          | Circuito di Valle Giulia      | Aymo Maggi (Bugatti)            | Statistik |
| 28.03. | Trophée de Provence           | Circuit de Miramas            | Henry Segrave (Talbot)          |           |
| 04.04. | Circuito di Alessandria       | Circuito Pietro Bordino       | Giovanni Alloatti (Bugatti)     |           |
| 25.04. | Coppa Florio                  | Medio circuito delle Madonie  | Bartolomeo Costantini (Bugatti) |           |
| 25.04. | Targa Florio                  | Medio circuito delle Madonie  | Bartolomeo Costantini (Bugatti) | Statistik |
| 02.05. | Coppa Vinci                   | Messina                       | Renato Balestrero (OM)          |           |
| 02.05. | Gran Premio di Tripoli        | Tripolis                      | François Eysserman (Bugatti)    | Statistik |
| 23.05. | Circuito del Savio            | Ravenna                       | Gastone Brilli-Peri (Ballot)    |           |
| 30.05. | Coppa di Perugia              | Perugia                       | Emilio Materassi (Itala)        |           |
| 27.06. | Circuito stradale del Mugello | Circuito stradale del Mugello | Emilio Materassi (Itala)        |           |
| 18.07. | Circuito di Camaiore          | Camaiore                      | Baconin Borzacchini (Salmson)   |           |
| 25.07. | Großer Preis von Spanien      | Circuito Lasarte              | Bartolomeo Costantini (Bugatti) | Statistik |
| 01.08. | Grand Prix du Comminges       | Circuit du Comminges          | Louis Chiron (Bugatti)          |           |
| 07.08. | Coppa Acerbo                  | Circuito di Pescara           | Luigi Spinozzi (Bugatti)        | Statistik |
| 15.08. | Coppa Montenero               | Circuito di Montenero         | Emilio Materassi (Itala)        |           |
| 02.08. | Grand Prix de Boulogne        | Boulogne                      | George Eyston (Bugatti)         |           |
| 02.08. | Grand Prix de La Baule        | La Baule                      | Louis Wagner (Delage)           |           |
| 12.09. | Gran Premio di Milano         | Circuito di Monza             | Bartolomeo Costantini (Bugatti) |           |
| 12.09. | Solitude-Rennen               | Solitude-Rennstrecke          | Otto Merz (Mercedes)            |           |
| 25.09. | Junior Car Club 200 mile race | Brooklands                    | Henry Segrave (Talbot)          |           |
| 17.10. | Coupe du Salon                | Autodrome de Linas-Montlhéry  | Albert Divo (Talbot)            |           |
| 17.10. | Circuito del Garda            | Salò                          | Aymo Maggi (Bugatti)            |           |